# Карбулицький Володимир Іванович
Володимир Карбулицький (нар. 15 січня 1884, с. Горішні Шерівці, тепер Заставнівського району Чернівецької області — 16 вересня 1908 року, село Верхні Станівці, тепер Кіцманського району Чернівецької області) — український поет, прозаїк і перекладач. Брат Іларіона Карбулицького.

## Біографія
Народився у селі Горішні Шерівці, Хотинського району у сім'ї лісника.
В 1904 році вступив на теологічний факультет Чернівецького університету. У 1906 році в Чернівцях вийшов з друку літературний альманах «На шляху», в якому вміщено і його поезії. Помер 16 вересня 1908 року. Похований у селі Верхні Станівці Кіцманського району.

## Творчість
З літературними творами виступив на початку 20 століття. Автор ліричних віршів та оповідань на морально-психологічні теми. Перекладав і популяризував твори Л. Толстого, І. Тургенєва, М. Салтикова-Щедріна, А. Чехова. Видав у своєму перекладі окремою книжкою кілька оповідань М. Горького («Три оповідання», 1907).